# Bezavonia remyi
Bezavonia remyi is een hooiwagen uit de familie Triaenonychidae. De wetenschappelijke naam van Bezavonia remyi gaat terug op Roewer.